# Dimitrowskij (obwód orenburski)
Dimitrowskij (ros. Димитровский) – osiedle w Rosji, w obwodzie orenburskim, w rejonie ileckim. W 2010 liczyło 1128 mieszkańców.